# Misa
Misa is een geslacht van vlinders van de familie Uilen (Noctuidae), uit de onderfamilie Agaristinae.

## Soorten
- M. cosmetica Karsch, 1898
- M. costistrigata (Bethune-Baker, 1927)
- M. memnonia Karsch, 1895
- M. schultzei (Aurivillius, 1925)